# 科里·斯泰普爾頓
科里·斯泰普爾頓（英語：Corey Stapleton，1967年9月17日—）是一位美國政治人物和音樂家，曾擔任蒙大拿州州务卿，2001年至2009年擔任蒙大拿州參議院議員。
2020年史泰普爾頓競選眾議院議員蒙大拿州單一國會選區，但在共和黨初選中輸給马特·罗森代尔。2022年史泰普爾頓宣布正在考慮競選2024年美國總統選舉。他于2023年10月13日退出选举。

## 外部連結
维基共享资源上的相關多媒體資源：科里·斯泰普爾頓
- Campaign website （页面存档备份，存于）

- 智慧投票计划中的傳記、投票紀錄及利益集團評級
- 聯邦選舉委員會中的競選財務報告和數據